# Пащенко Василь
Васи́ль Па́щенко (1822 — 24 січня (5 лютого) 1891, с. Буда-Горобіївська, Канівський повіт, Київська губернія, Російська імперія) — український композитор.

## Життєпис
Василь Пащенко народився 1822 року.
Жив в Одесі. Автор творів для фортепіано (полонези «На смерть Т. Шевченка» (1861 рік), та «Дума про Україну», транскрипція української народної пісні «За Німан іду», болгарський марш, вальс, мазурка, полька), романсів на слова російських та українських поетів, з використанням українського музичного фольклору.
Василь Пащенко помер 5 лютого 1891 року в українському селі, що на той час входило до складу Канівського повіту Київської губернії Російської імперії.
Був похований на Першому Християнському цвинтарі. 1937 року комуністичною владою цвинтар було зруйновано. На його місці був відкритий «Парк Ілліча» з розважальними атракціонами, а частина була передана місцевому зоопарку. Нині достеменно відомо лише про деякі перепоховання зі Старого цвинтаря, а дані про перепоховання Пащенка відсутні.

## Твори
- Українська фортепіанна музика. — вип. 5. — К., 1974.